# Guilvinec
Guilvinec (bretonisch Ar Gelveneg) ist eine französische Gemeinde im Département Finistère mit 2677 Einwohnern (Stand 1. Januar 2022).

## Lage
Der Ort befindet sich im Südwesten der Bretagne an der Atlantikküste. Quimper liegt 25 Kilometer nördlich, Brest 67 Kilometer nördlich und Paris etwa 500 Kilometer östlich (Angaben in Luftlinie).
Südlich des Orts erstreckt sich das Felsenriff Karek Hir. Westlich der Ortslage befindet sich das Kap Men Meur.

## Bevölkerungsentwicklung
| Jahr      | 1962 | 1968 | 1975 | 1982 | 1990 | 1999 | 2009 | 2017 |
| Einwohner | 5037 | 5012 | 4604 | 4091 | 3365 | 3042 | 2945 | 2658 |

## Sehenswürdigkeiten
Siehe auch: Liste der Monuments historiques in Guilvinec
- Kirche Sainte Anne: der Kirchturm der relativ schmucklosen Kirche Sainte Anne von Guilvinec wurde wegen Geldmangel erst 1992 vollständig ausgeführt; im Inneren befindet sich eine Holzstatue und eine Tapisserie von einem Freund Picassos
- HaliOtika[1], ein Fischmuseum der besonderen Art; neben der Darstellung verschiedener Fangtechniken und Erklärung des historischen Lebens der Fischer von Guilvenec erhält der Besucher Zutritt zur täglichen Fischversteigerung
- Lycée Professional Maritime de Guilvinec mit angeschlossenem Internat: das 1990 erbaute Gymnasium ist eine staatlich unterstützte Ausbildungs- und Weiterbildungsstätte für mit dem Meer verbundene Berufe wie Meeresfischerei, Gewerbe oder Marine
- Marin (TI AR MARTOLOD): historisches ehemaliges Fischerheim, heute kommunales Museum und Bibliothek
- Manoir de Kergoz: von dem ruinenhaften Herrenhaus aus dem 16. Jahrhundert hat sich insbesondere der mächtige Taubenturm erhalten.
- spätgotische Kapelle St-Tremeur
- Leuchtturm/Phare du Môle, der seit 1922 in Betrieb ist
- Schiffsfriedhof bei Guilvinec: einige Schiffsrümpfe von in den 1920ern und nach 1935 gebauten Schiffen vermodern hier und sind seit vielen Jahren ein geschätztes Motiv der Fotografen
- Zahlreiche monotholitische Steinkreuze
- Werk des französischen Künstlers Bernard Buffet (1928–1999) von 1983; Motiv: Le Phare de Guilvinec[2]
- Kriegerdenkmal Guilvinec von 1923

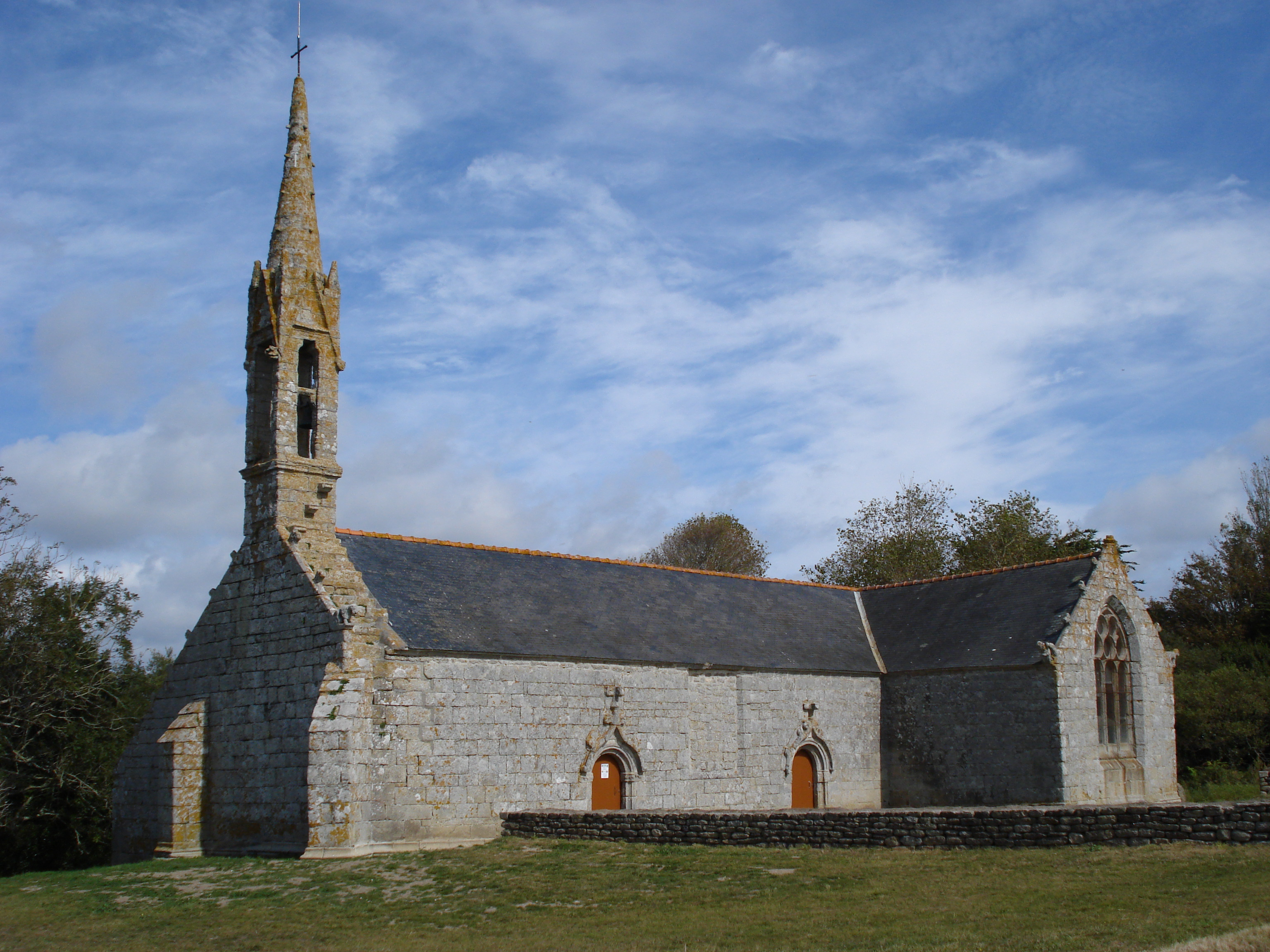
Kapelle Saint-Trémeur von Guilvinec
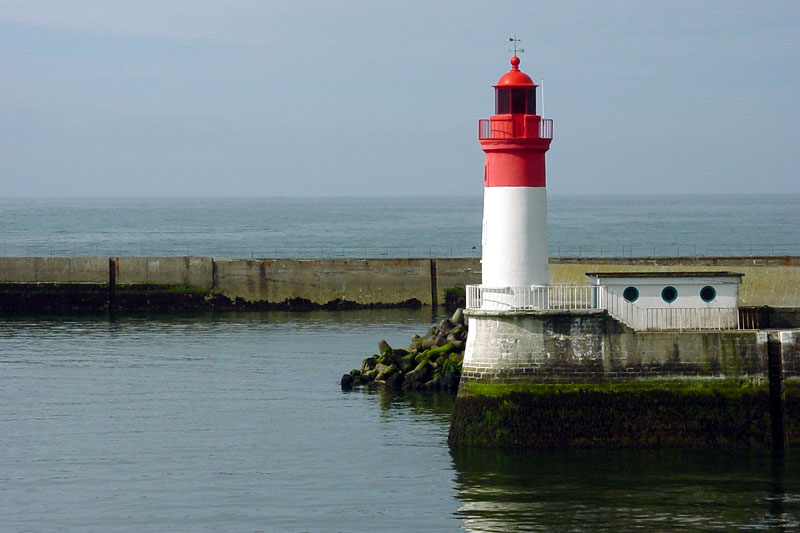
Phare du Môle von Guilvinec
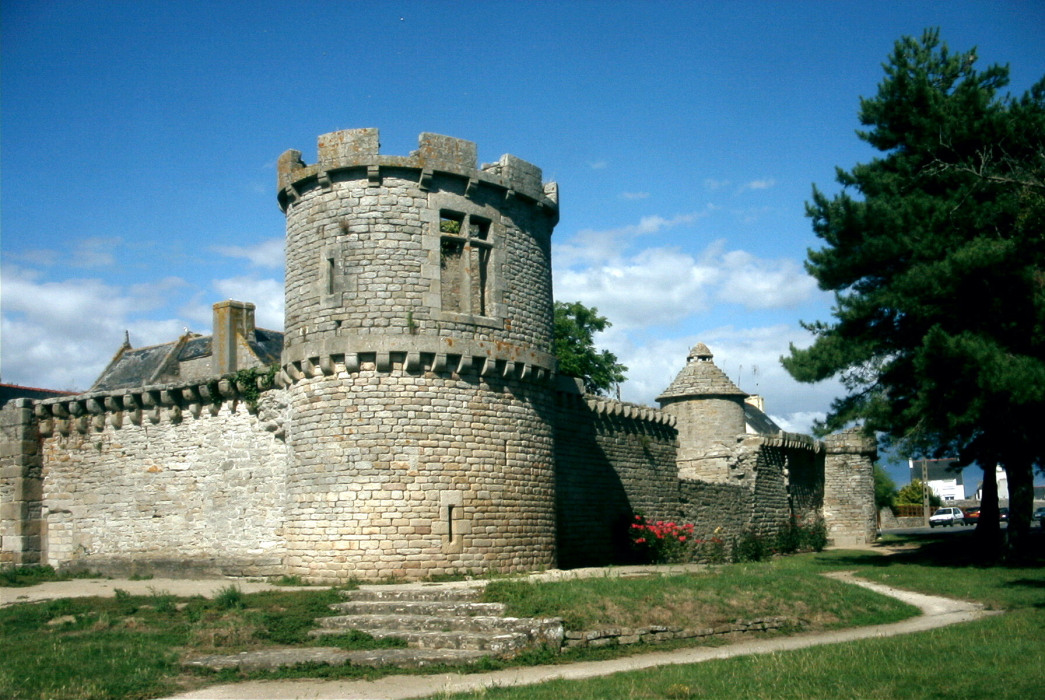
Manoir de Kergoz mit Taubenhaus im Hintergrund
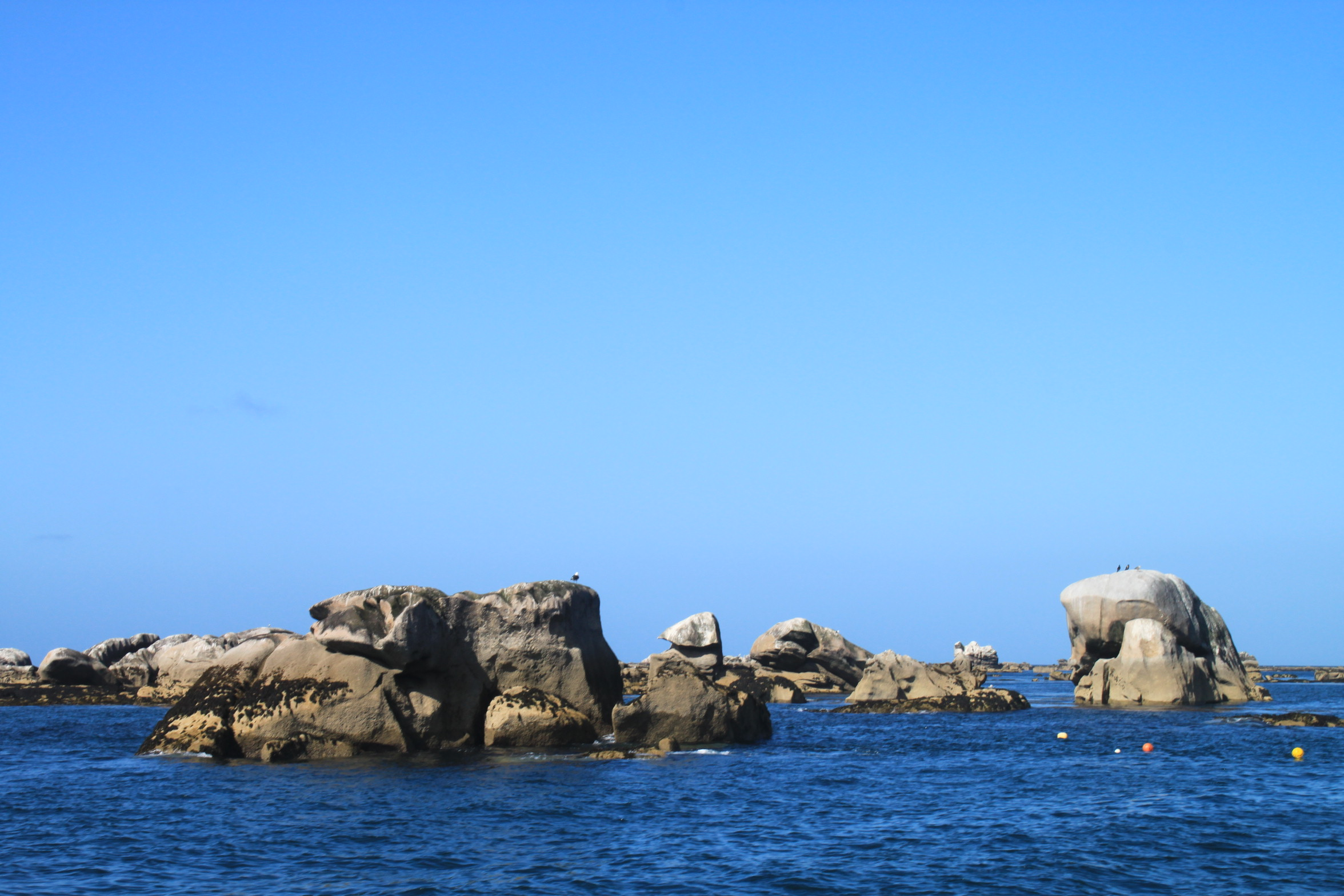
Felsinseln Les Étocs südwestlich vor Guilvinec
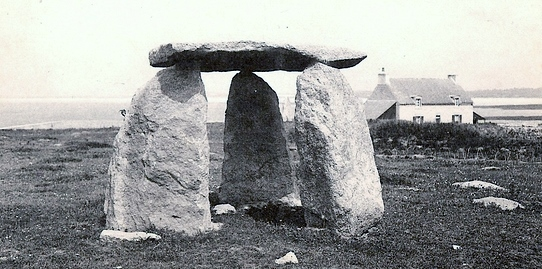
Dolmen simple – Foto von 1905
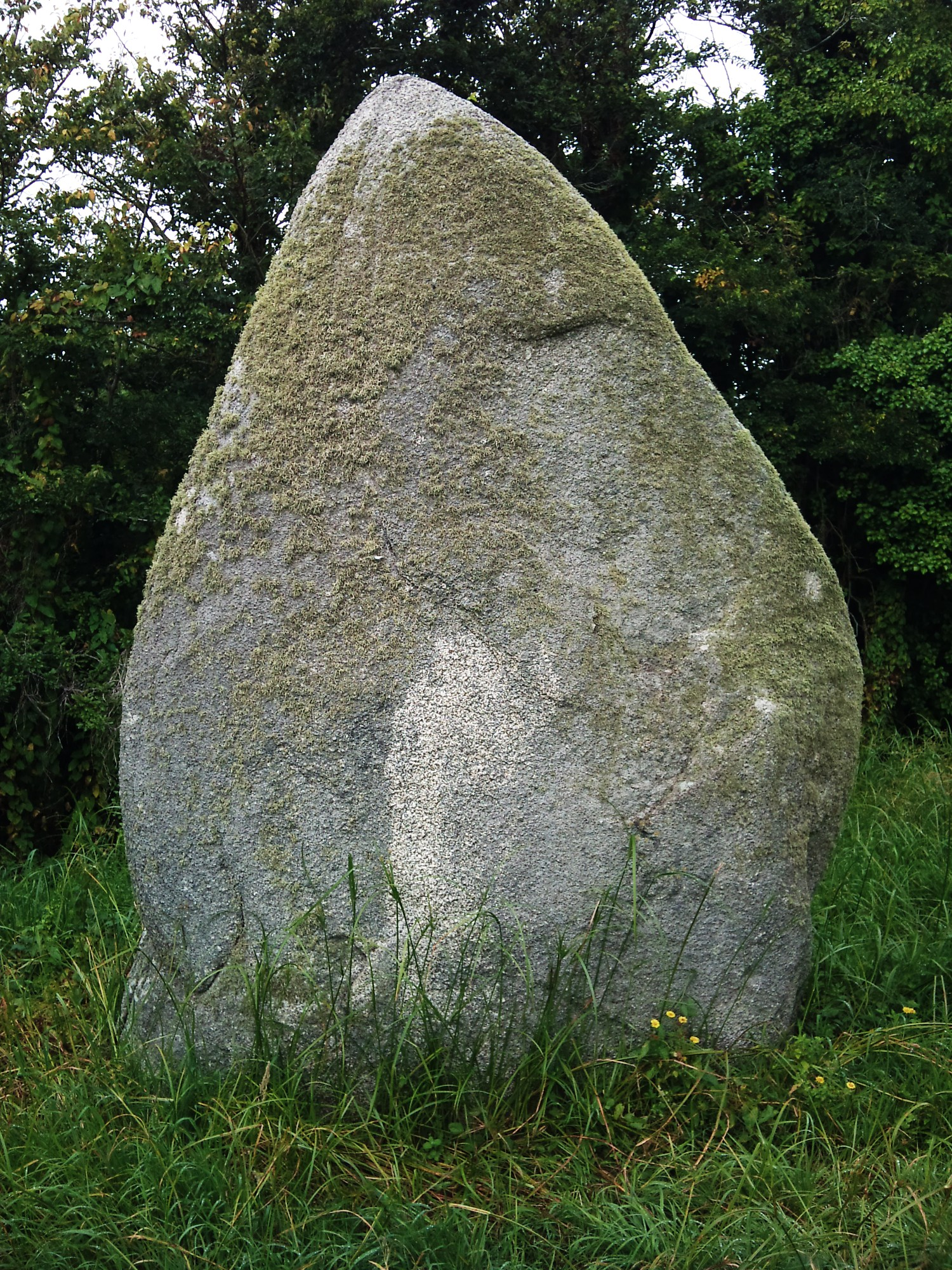
Menhir von Lanvar in Guilvinec
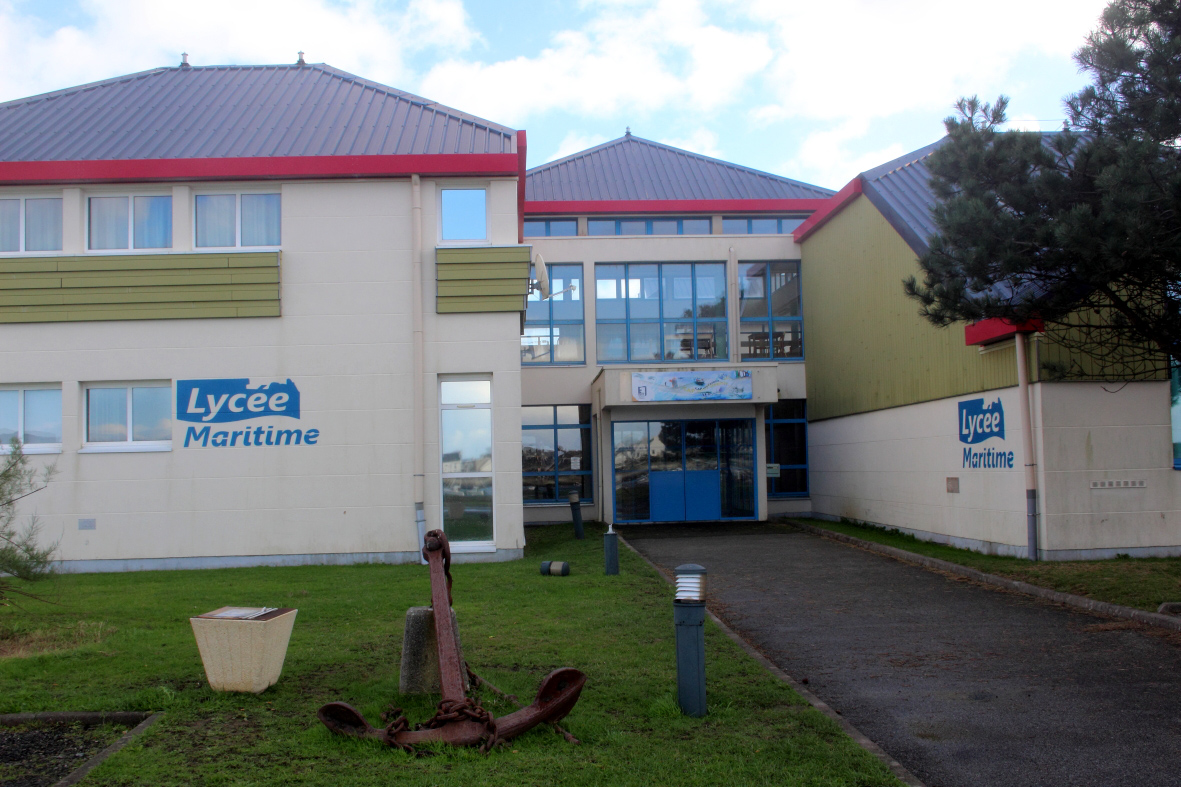
Lycée Professional Maritime de Guilvinec
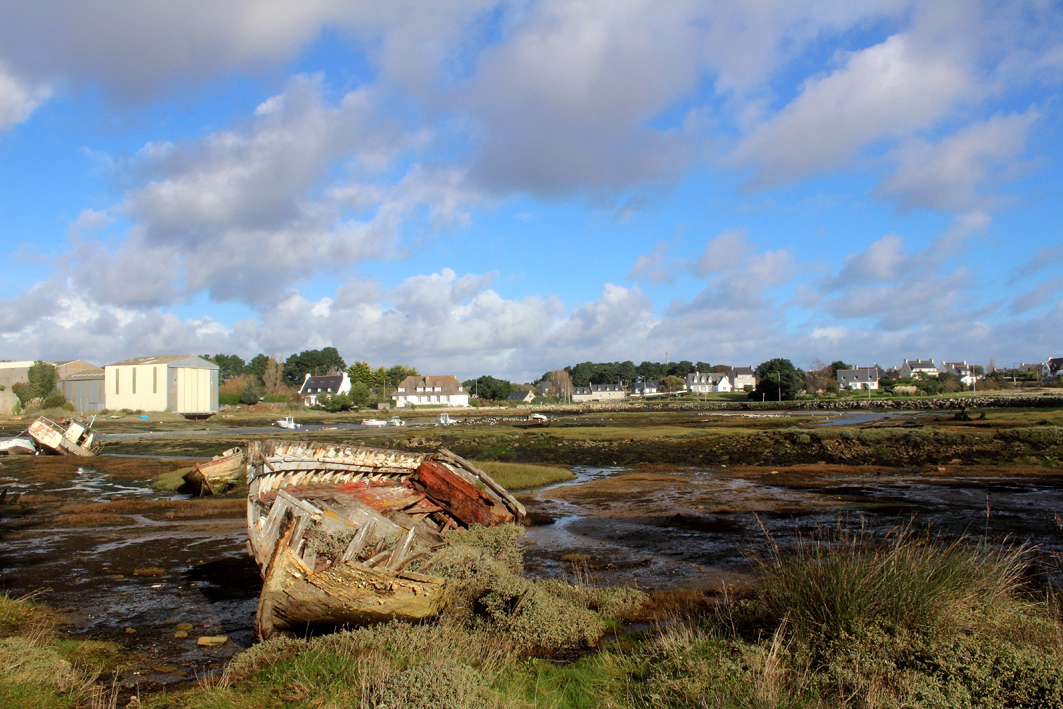
Schiffsfriedhof in Guilvinec

## Wirtschaft und Infrastruktur
Die Wirtschaft von Guilvinec ist geprägt vom Fischfang. Hier befindet sich einer der wichtigsten Fischereihäfen der Bretagne. Nach Boulogne-sur-Mer wurde hier 2011 die größte Menge an gefangenem Fisch verkauft (17.985 t), dessen Wert den der verkauften Fische in anderen bretonischen Häfen weit überstieg (65.825.000 Euro).
Bei Quimper befindet sich die nächste Abfahrt an der Schnellstraße E 60 / N 165 (Brest–Nantes) und ein Regionalbahnhof an der überwiegend parallel verlaufenden Bahnlinie.
Der Bahnhof von Brest ist Endpunkt des TGV Atlantique nach Paris.
Die nächsten Regionalflughäfen sind der Flughafen Lorient Bretagne Sud bei Lorient und der Flughafen Brest nahe Brest.

## Persönlichkeiten
Im Ort geboren wurde der Bischof Louis-Bertrand Tirilly (1912–2002).

## Gemeindepartnerschaften
Sevrier im französischen Département Haute-Savoie ist seit 2004 Partnergemeinde von Guilvinec.